# Кавалло (монета)

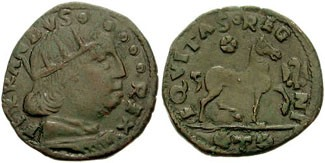
Кавалло Фердинанда I (Дон Ферранте, правил в 1458—1494 годах, чеканка с 1472 года). Монетный двор Л’Акуила. Масса 1.87 г. Изображение коня окружено девизом-каламбуром EQVITAS REGNI

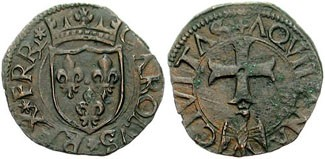
Кавалло Карла VIII с геральдическими лилиями династии Валуа. Отчеканена в 1495 или в 1496 году (см. Итальянские войны). Монетный двор Л’Акуила. Масса 1,73 г

Кава́лло (итал. cavallo — лошадь, конь, также cavalluzzo, cavallerazzo, callo) — медная монета, получившая своё название от выбитого на её реверсе коня. Это самая мелкая неаполитанская монета, — в начале её выпуска она приравнивалась к 1/6 торнезе, 1/12 серебряного грано, 1/120 карлино, 1/1200 золотого дуката и 1/7200 унции золотом.

## История чеканки
Кавалло впервые введена в оборот в 1472 году королём Неаполя Фердинандом I (доном Ферранте) для Неаполя и Сицилии взамен полуденария (итал. billon denari). Монеты дона Ферранте отличалось от современных монет итальянских княжеств тем, что монарх был изображён в короне — он был единственным королём полуострова. Другие правители, — маркизы и герцоги — обычно изображались с непокрытой головой. Корона на золотых и серебряных монетах Фердинанда была изображена реалистично, а на кавалло король изображён в лучистой короне Гелиоса. В начале своей денежной реформы дон Ферранте лично распорядился собрать в своих владениях образцы античных монет и передать их старшему гравёру монетного двора Джироламо Липароло. По мнению исследователя неаполитанских монет Артура Самбона, именно Липароло и является автором медных монет дона Ферранте, а образцом для короны на кавалло послужили римские антонинианы III века. Конь, изображённый на реверсе монеты, является одним из личных (не геральдических) символов дона Ферранте наряду с горностаем, свободным стулом у Круглого Стола и Алмазной Горой. Конь дона Ферранте сопровождался девизом-каламбуром EQVITAS REGNI («правосудие королевства»), обыгрывавшим созвучие латинских слов aequus — справедливый, и equus — лошадь. Сын дона Ферранте Федериго использовал иные личные символы, но сохранил коня на кавалло.
Номинальный вес монеты был установлен в 1/180 фунта, или 40 гран, или 1,78 г. Реальные монеты имеют вес от 0,8 до 1,8 г. Их чеканили в самом Неаполе, в Л’Акуила, Альвито, Аматриче, Бриндизи, Лечче, Маноппелло, Сульмоне, Тальякоццо и других городах. Точная идентификация монетных дворов относительна редка. Во время французской оккупации Карл VIII чеканил для захваченного Неаполя кавалло с гербом династии Валуа. Особенно много таких монет отчеканили в Ортоне, добровольно перешедшей под власть Карла. После ухода французов Федериго перечеканил оккупационные кавалло по неаполитанскому образцу. Избыточная чеканка и во время войны, и в предшествовавшие ей годы быстро привела к обесценению кавалло, и уже в 1498 году Фердинанд II деноминировал кавалло вдвое — с 1/12 грана до 1/24 грана серебра. В марте 1499 года «старый кавалло» был заменён на сестино (итал. sestino), или двойной кавалло (итал. doppio cavallo). 
В 1626 году монета с тем же названием кавалло была введена в обращение на короткое время королём Испании Филиппом IV. Её варианты с кратным номиналом (2, 3, 4 и 6 кавалли) продолжали чеканиться и использоваться значительно дольше, вплоть до прихода на трон в Неаполе Жозефа Бонапарта, после чего были окончательно выведены из оборота. Последние монеты достоинством 3 кавалли были отчеканены в 1804 году.